# Bertha Lamme Feicht
Bertha Lamme Feicht (16 de diciembre de 1869 - 20 de noviembre de 1943) fue una ingeniera estadounidense. En 1893, se convirtió en la primera mujer en recibir una licenciatura en ingeniería, graduándose en la Universidad Estatal de Ohio. Se considera que es la primera mujer estadounidense en graduarse en una disciplina de ingeniería principal distinta a la ingeniería civil.

## Semblanza
|  |  |

Bertha Lamme nació en la granja de su familia en la localidad de Bethel, cerca de Springfield (Ohio), el 16 de diciembre de 1869. Después de graduarse en la Olive Branch High School en 1889, siguió los pasos de su hermano, Benjamin G. Lamme y se inscribió en la Universidad Estatal de Ohio ese mismo otoño.
Se graduó en 1893 con el título de ingeniería mecánica en la especialidad eléctrica. Su tesis de graduación se tituló "Un análisis de pruebas de un generador ferroviario de Westinghouse". El periódico estudiantil informó que se produjo una ovación espontánea cuando recibió su diploma.
Poco después fue contratada por la Westinghouse como su primera ingeniera. Trabajó allí hasta que se casó con Russell S. Feicht, su supervisor y también exalumno de la Universidad Estatal de Ohio, el 14 de diciembre de 1905.
Tuvo una hija, Florence, nacida en 1910, que se convirtió en física del Buró de Minas de los EE. UU.
Bertha Lamme Feicht murió en Pittsburgh el 20 de noviembre de 1943 y fue enterrada en el Cementerio Homewood. Su esposo Russell murió en abril de 1949.

## Legado
- Algunos de sus efectos personales, incluidos su regla de cálculo, regla T y su diploma, se encuentran depositados en las colecciones del Centro de Historia Heinz de Pittsburgh.[2][3]

- La Fundacióm Educativa Westinghouse, junto con la Sociedad de Mujeres Ingenieras, crearon una beca en su memoria en el año 1973.[5]